# Николай Генчев
Николай Генчев е български историк, ректор на Софийския университет в периода 1991 – 1993 г. и член-кореспондент на БАН.

## Биография
Роден е на 2 ноември 1931 г. в с. Николаево, Казанлъшко. Николай Генчев завършва мъжката гимназия във Велико Търново и история в Софийския университет.
Научната му кариера започва през 1959 г. в Катедрата по история при проф. Александър Бурмов. Между 1964 и 1965 г. е съветник в правителството на Алжир. През 1974 г. той самият е вече професор, а през 1978 г. – и доктор на историческите науки. От 1978 до 1982 г. е заместник-председател на Комитета за природни и исторически ценности към ЮНЕСКО. През 1989 г. става член-кореспондент на БАН. От 1976 е декан на Историческия факултет при Софийския университет, през 1991 – 1993 г. е ректор на Софийския университет, а от 1998 г. е председател на Съюза на университетските преподаватели в България. В края на 80-те се изказва критично за използването на историческата наука като политически инструмент, оправдаващ Възродителния процес. По свидетелства на други историци, Николай Генчев никога не е изказвал публично критично отношение към „Възродителния процес“, но даже след 29 декември 1989 г., когато се взема решение за връщане на имената на българските турци, Н. Генчев предпочита да има „особено мнение“, което се изразява в неприемане на едно такова връщане на турските имена.
Той е основател и председател на Националния демократичен съюз, на движението Български конституционен форум.
Умира на 22 ноември 2000 г. в София.
В архива на Софийския университет се пази негов архивен фонд – ф. 23, оп. 1, който съдържа 41 листа с документи от периода 1945 – 2002 г. Фондът е дарен от дъщеря му Евгения Генчева и съпругата му Маргарита Николова през 2007 г.
| „              | Българската интелигенция в своето развитие не дава достатъчно изрази за реално волево действие, за истински характер, който тя да наложи и да отпечата в целия духовен, материален и обществен живот на нашето време. | “ |
| Николай Генчев | |   |

## Признание
Носител е на Международна Хердерова награда за принос в европейската наука през 1989 г. и на френската награда „Академична палма“ през 1993 г.

## Памет
На професор Николай Генчев е наречена улица в квартал „Студентски град“ в София (Карта).

## Трудове
Проф. Николай Генчев изследва българското културно и политическо Възраждане и следосвобожденския период.
Автор е на множество монографии, повече от 100 студии и статии, автор на изследванията: